# باغات (تاجیکستان)
باغات (تاجیکستان) (به لاتین: Bogat) یک منطقهٔ مسکونی در تاجیکستان است که در ولایت سغد واقع شده‌است.